# Urbanice (Pologne)
Pour les articles homonymes, voir Urbanice.
Urbanice est une localité polonaise de la gmina et du powiat de Wieluń en voïvodie de Łódź.